# Alberschwende
Alberschwende é um município da Áustria, situado no distrito de Bregenz, no estado de Vorarlberg. Tem 21,11 km² de área e sua população em 2019 foi estimada em 3.234 habitantes.